# Turbomeca Turmo

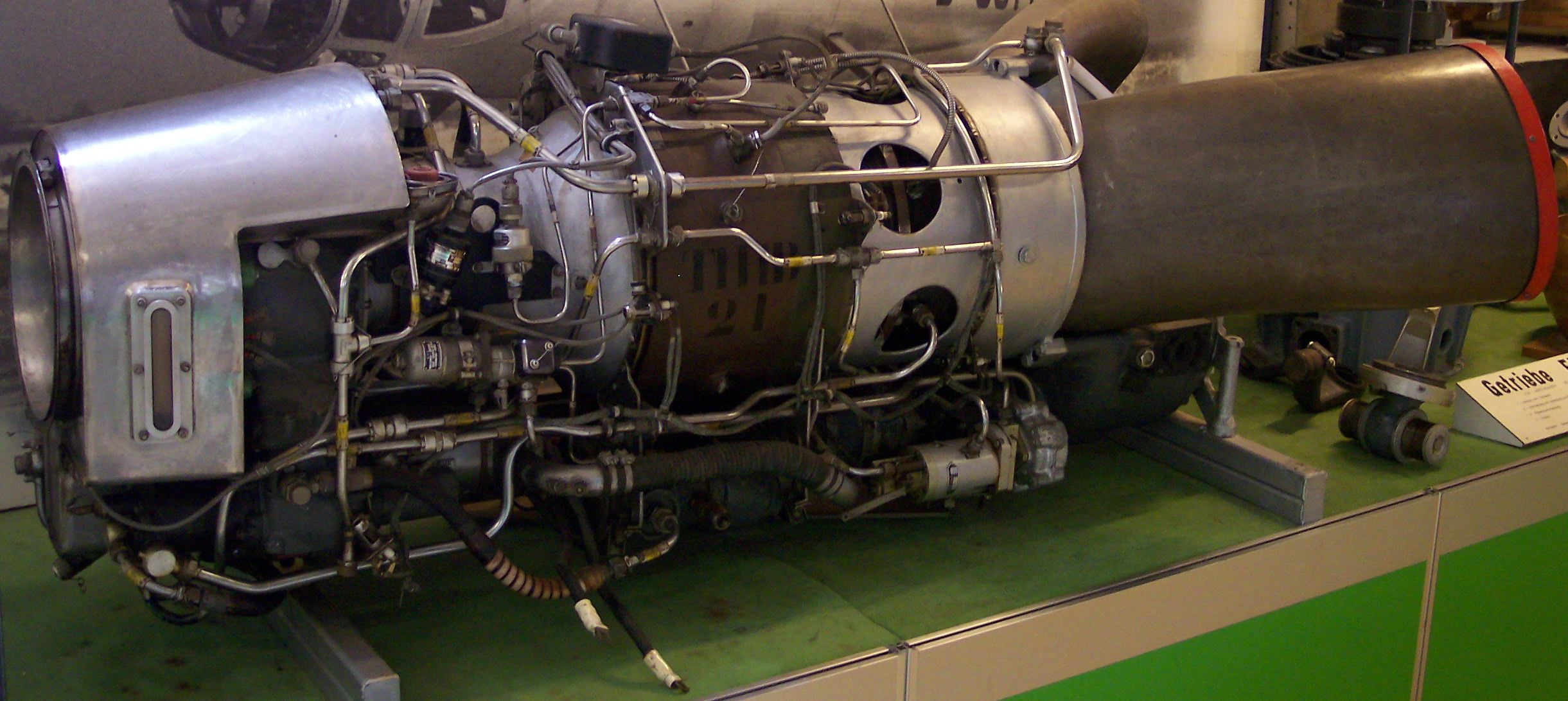
Turbomeca Turmo IIIB

Die Turbomeca Turmo ist eine französische Wellenturbine, die für den Einsatz in Hubschraubern entwickelt wurde. 
Sie ist eine Weiterentwicklung von Turbomecas Artouste-Entwurf, der durch Hinzufügen einer einstufigen Abtriebsturbine und eines Getriebes zum Artouste-I-Entwurf entstand. Die Turbine wurde anfangs auch zum Antrieb von Zügen und anderen Geräten eingesetzt. Die ersten Tests mit dem Turmo I erfolgten in den 1950er Jahren. 1954 kam das Turmo II mit einer Leistung von 298 kW dazu. In späteren Versionen liefert sie bis zu 1.200 kW Leistung, was durch zusätzliche Stufen erreicht wurde. Die aktuellen Versionen werden in Partnerschaft mit Rolls-Royce gebaut, wobei die Produktion 1990 mit etwa 2000 Stück endete und die Turbine durch das Turbomeca Makila abgelöst wurde.

## Einsatz
- Aerospatiale Puma
- Aerospatiale Super Frelon
- Aerospatiale Super Puma
- Breguet 940
- Breguet 941
- Breguet 941S
- SNCF Turbotrain
- TGV 001

## Technische Daten
| Name           | Turmo III C7      | Turmo III C4       | Turmo IV C       |
| -------------- | ----------------- | ------------------ | ---------------- |
| Zertifizierung | 8. September 1972 | 30. September 1970 | 1. Dezember 1972 |
| Leistung PMU   | 1.200 kW          | 1.055 kW           | 1.160 kW         |
| Leistung PMC   | 950 kW            | 872 kW             | 940 kW           |
| Länge          | 1.976 mm          | 1.976 mm           | 2.184 mm         |
| Breite         | 693 mm            | 693 mm             | 637 mm           |
| Höhe           | 718 mm            | 718 mm             | 719 mm           |
| Gewicht        | 300 kg            | 300 kg             | 227 kg           |

Das Turmo IV C besteht aus einem einstufigen axialen Kompressor, einem einstufigen zentrifugalen Kompressor, einer Ringbrennkammer mit zentraler Kraftstoffeinspritzung, einer zweistufigen axialen Turbine für den Gasgenerator und einer einstufigen axialen Turbine für den Antrieb der Rotoren.